# Roadracing-VM 1968
Roadracing-VM 1968 kördes över 10 omgångar för 500GP.
| Klass   | Mästare individuellt         | Mästare konstruktörer |
| ------- | ---------------------------- | --------------------- |
| 500GP   | Giacomo Agostini             | MV Agusta             |
| 350GP   | Giacomo Agostini             | MV Agusta             |
| 250GP   | Phil Read                    | Yamaha                |
| 125GP   | Phil Read                    | Yamaha                |
| 50GP    | Hans-Georg Anscheidt         | Suzuki                |
| Sidvagn | Helmut Fath/Wolfgang Kalauch | URS                   |

## 500GP
Giacomo Agostini vann alla deltävlingar och titeln.

### Delsegrare
| Bana        | Vinnare          | Märke     |
| ----------- | ---------------- | --------- |
| Nürburgring | Giacomo Agostini | MV Agusta |
| Jarama      | Giacomo Agostini | MV Agusta |
| Manx TT     | Giacomo Agostini | MV Agusta |
| Assen       | Giacomo Agostini | MV Agusta |
| Spa         | Giacomo Agostini | MV Agusta |
| Sachsenring | Giacomo Agostini | MV Agusta |
| Brno        | Giacomo Agostini | MV Agusta |
| Imatra      | Giacomo Agostini | MV Agusta |
| Dundrod     | Giacomo Agostini | MV Agusta |
| Monza       | Giacomo Agostini | MV Agusta |

### Slutställning
| Placering | Förare           | Märke     | Poäng |
| --------- | ---------------- | --------- | ----- |
| 1         | Giacomo Agostini | MV Agusta | 48    |
| 2         | Jack Findlay     | Matchless | 34    |
| 3         | Gyulya Marsovsky | Matchless | 13    |
| 4         | Peter Williams   | Matchless | 9     |
| 5         | Robin Fitton     | Norton    | 9     |
| 6         | Alberto Pagani   | Linto     | 9     |

## 350GP
Agostini vann även alla 350GP-lopp.

### Delsegrare
| Bana        | Vinnare          | Märke     |
| ----------- | ---------------- | --------- |
| Nürburgring | Giacomo Agostini | MV Agusta |
| Manx TT     | Giacomo Agostini | MV Agusta |
| Assen       | Giacomo Agostini | MV Agusta |
| Sachsenring | Giacomo Agostini | MV Agusta |
| Brno        | Giacomo Agostini | MV Agusta |
| Dundrod     | Giacomo Agostini | MV Agusta |
| Monza       | Giacomo Agostini | MV Agusta |

### Slutställning
| Placering | Förare           | Märke     | Poäng |
| --------- | ---------------- | --------- | ----- |
| 1         | Giacomo Agostini | MV Agusta | 32    |
| 2         | Renzo Pasolini   | Benelli   | 18    |
| 3         | Kel Carruthers   | Aermacchi | 17    |

## 250GP
Säsongen var en fight mellan Phil Read och Bill Ivy, som slutade med att de hamnade på samma poäng, med Read som segrare. Det var dock kontroversiellt, då Read bröt mot teamorder för att vinna.

### Delsegrare
| Bana          | Vinnare   | Märke  |
| ------------- | --------- | ------ |
| Nürburgring   | Bill Ivy  | Yamaha |
| Montjuïc Park | Phil Read | Yamaha |
| Manx TT       | Bill Ivy  | Yamaha |
| Assen         | Bill Ivy  | Yamaha |
| Spa           | Phil Read | Yamaha |
| Sachsenring   | Bill Ivy  | Yamaha |
| Brno          | Phil Read | Yamaha |
| Imatra        | Phil Read | Yamaha |
| Dundrod       | Bill Ivy  | Yamaha |
| Monza         | Phil Read | Yamaha |

### Slutställning
| Plats | Förare       | Märke  | Poäng |
| ----- | ------------ | ------ | ----- |
| 1     | Phil Read    | Yamaha | 45    |
| 2     | Bill Ivy     | Yamaha | 45    |
| 3     | Heinz Rosner | MZ     | 32    |

## 125GP
Read och Ivy stred även om 125GP-titeln, och ännu en gång drog Read det längsta strået.

### Delsegrare
| Bana          | Vinnare           | Märke   |
| ------------- | ----------------- | ------- |
| Nürburgring   | Phil Read         | Yamaha  |
| Montjuïc Park | Salvador Cañellas | Bultaco |
| Manx TT       | Phil Read         | Yamaha  |
| Assen         | Phil Read         | Yamaha  |
| Sachsenring   | Phil Read         | Yamaha  |
| Brno          | Phil Read         | Yamaha  |
| Imatra        | Phil Read         | Yamaha  |
| Dundrod       | Bill Ivy          | Yamaha  |
| Monza         | Bill Ivy          | Yamaha  |

### Slutställning
| Plats | Förare        | Märke   | Poäng |
| ----- | ------------- | ------- | ----- |
| 1     | Phil Read     | Yamaha  | 40    |
| 2     | Bill Ivy      | Yamaha  | 34    |
| 3     | Ginger Molloy | Bultaco | 15    |